# Leptodactylus diedrus
Espèce
Statut de conservation UICN

 LC  : Préoccupation mineure
Leptodactylus diedrus est une espèce d'amphibiens de la famille des Leptodactylidae.

## Répartition
Cette espèce se rencontre jusqu'à 400 m d'altitude dans le nord-ouest du bassin de l'Amazone, :
- en Colombie, dans le Sud de Vaupés, l'extrême Est de Caquetá et dans l'est de l'Amazonas ;
- au Venezuela dans l'extrême Sud de l'État d'Amazonas ;
- au Brésil dans l'ouest des États d'Amazonas et Acre ;
- au Pérou dans l'est de la région de Loreto.

## Publication originale
- Heyer, 1994 : Variation within the Leptodactylus podicipinus-wagneri complex of frogs (Amphibia:  Leptodactylidae). Smithsonian Contributions to Zoology, no 546, p. 1-124 (texte intégral).